# Schönau (Schernfeld)
Schönau ist ein Ortsteil der Gemeinde Schernfeld im oberbayerischen Landkreis Eichstätt.

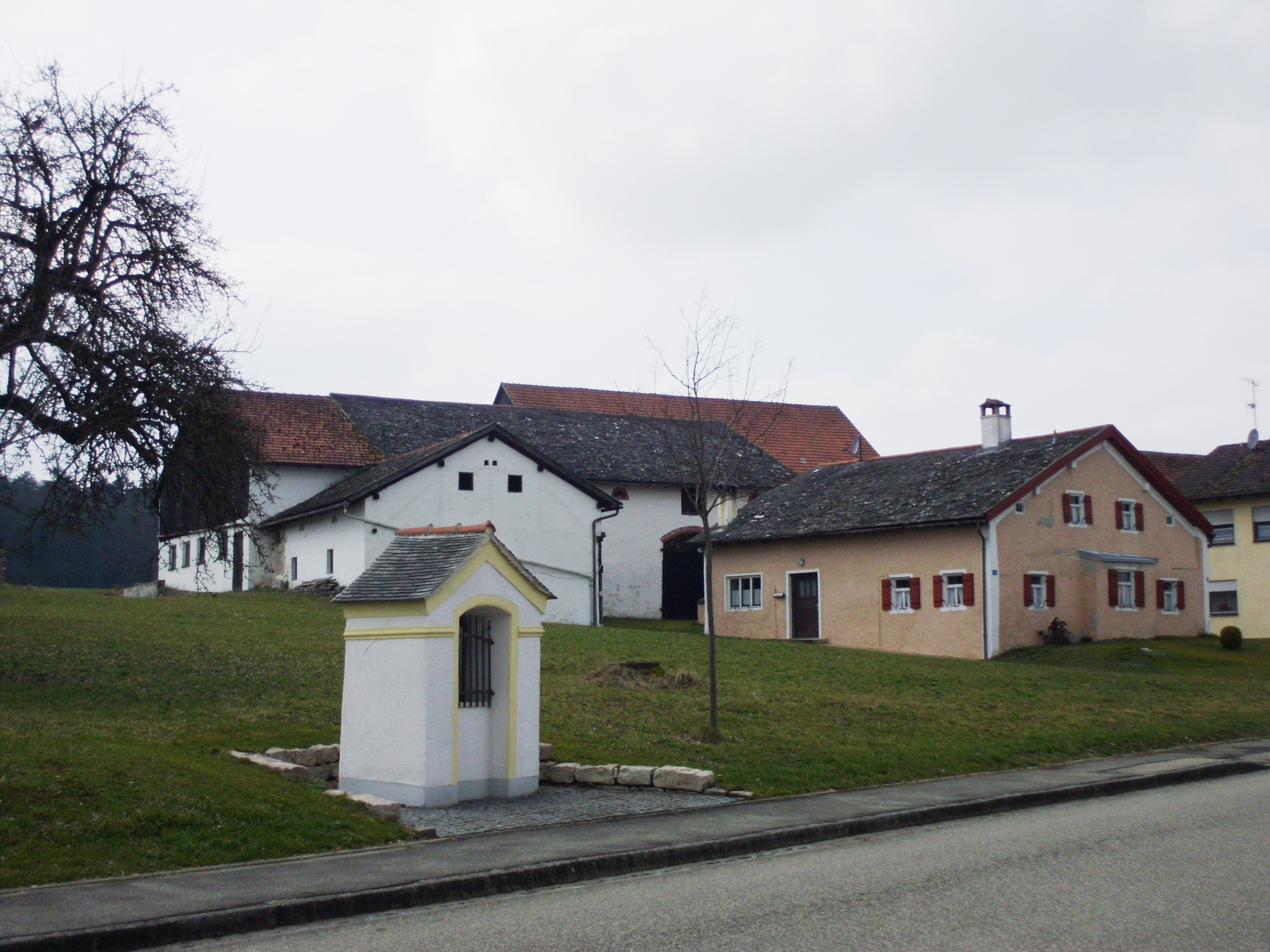
Südlicher Dorfeingang mit Dreifaltigkeitskapelle

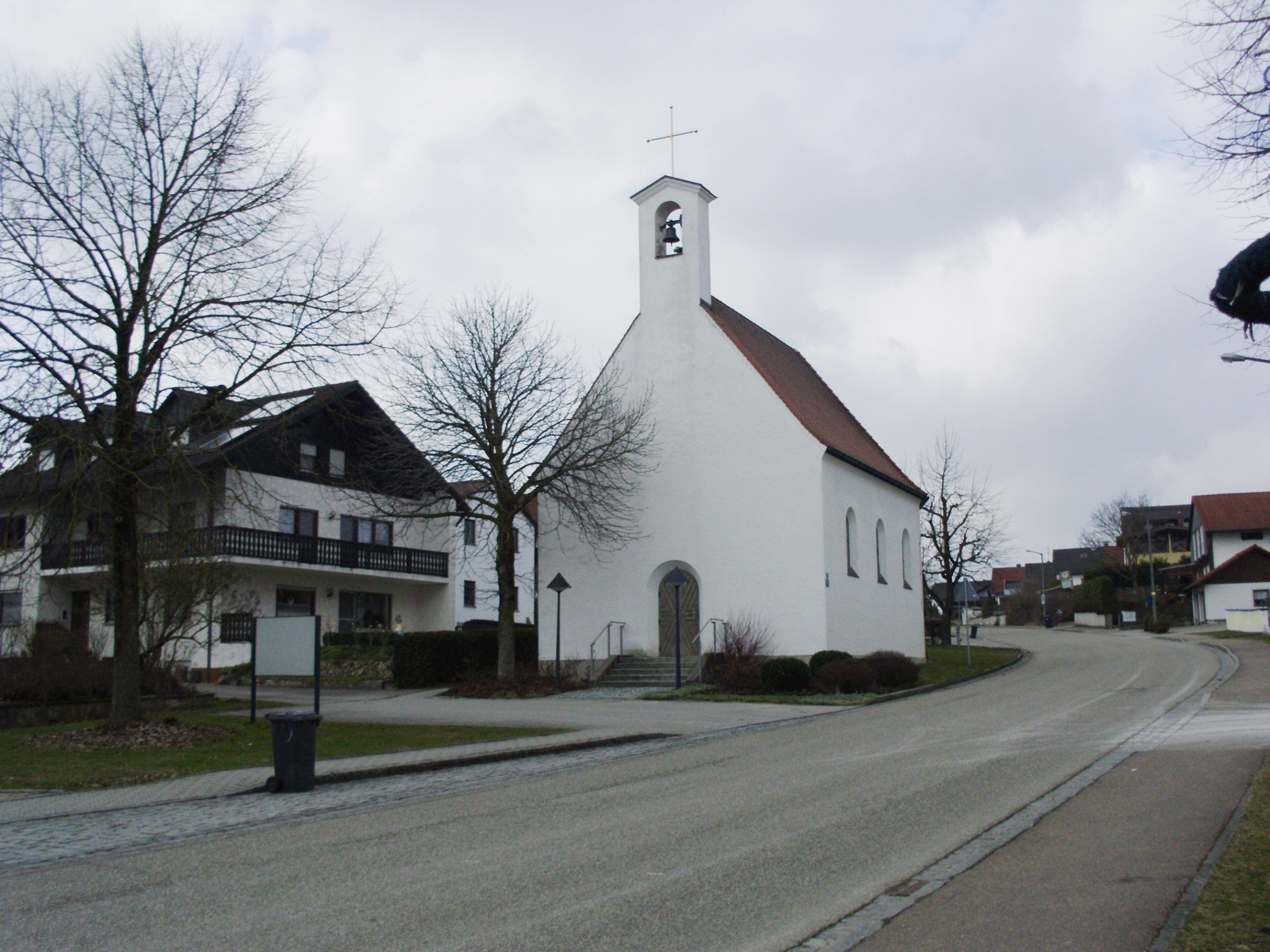
Dorfmitte mit der Dorfkapelle Mariä Himmelfahrt

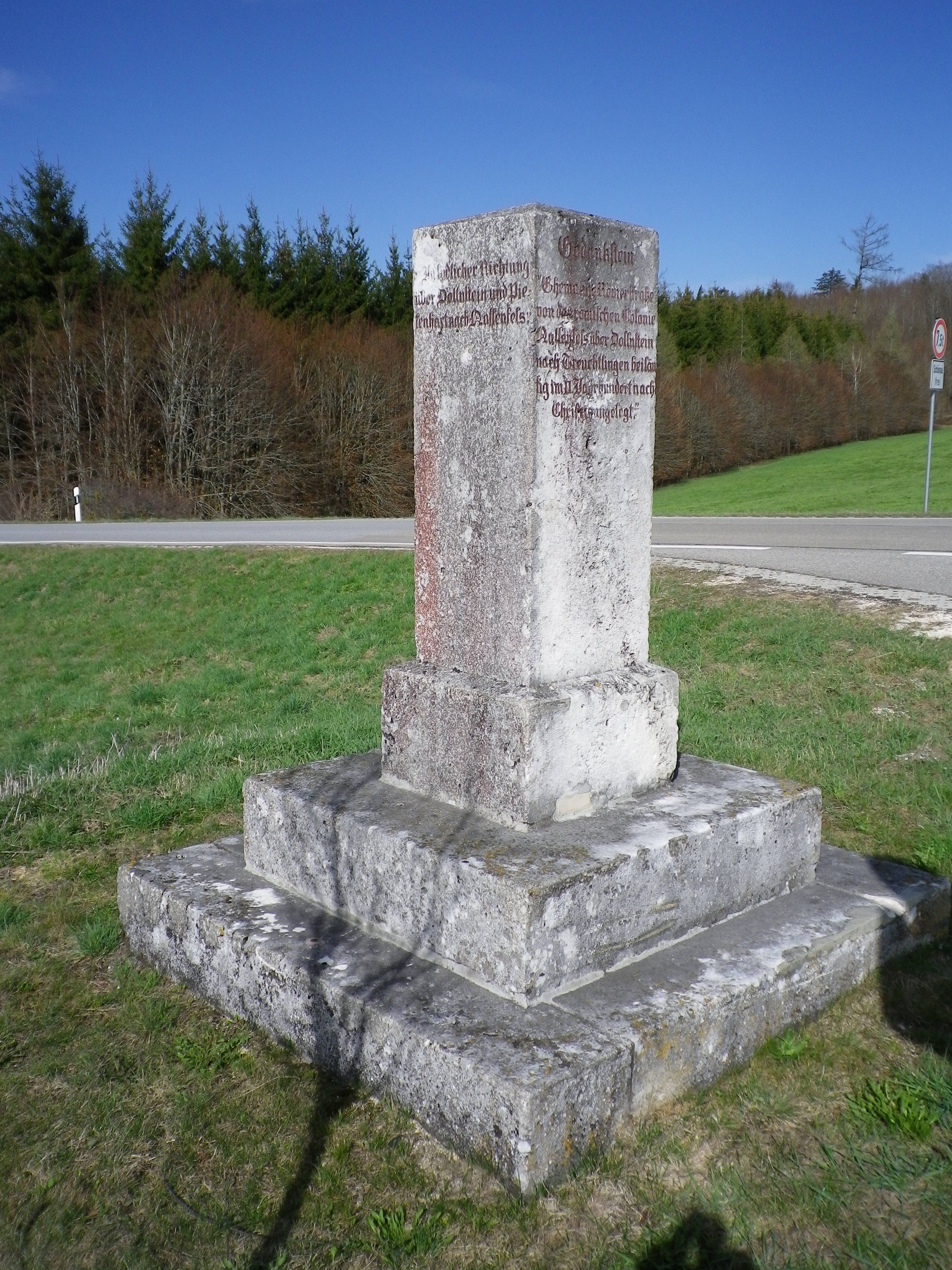
Römersäule bei Schernfeld

## Geographie
Das Kirchdorf Schönau liegt in der Region Ingolstadt im Naturpark Altmühltal auf der Jurahochfläche nördlich des Altmühltales. Durch den Ort führt die Staatsstraße 2287.

## Vorgeschichtliches
Das Dorf wurde an einer vorrömischen Straße angelegt.

## Geschichte

### Gründung der Plansiedlung Schönau
An der Römerstraße von Dollnstein Richtung Göhren, Treuchtlingen liegt die Plansiedlung Schönau. Eine „Römersäule“, errichtet 1858 unter König Maximilian II. Joseph an der Kreuzung bei Schernfeld, zeigt den Weg in nordwestlicher Richtung nach Göhren. Folgt man der Straße, erreicht man nach 1,5 km das Dorf Schönau.
Die Weichen zur späteren Ortsgründung wurden 889 gestellt, als der damalige König Karl der Große Teile des königlichen Forstbesitzes dem Bischof von Eichstätt schenkte. Aus dem damaligen Grenzverlauf kann man ableiten, dass die Schönauer Flur und das Gehäu bereits zu dieser Zeit in bischöflichem Besitz waren.
Etwa 300 Jahre später kam Bischof Otto (1182–1196) der Gedanke, die politische Ruhe der 2. Hälfte des 12. Jahrhunderts dazu zu nutzen, Siedlungen zu planen, um die Kirchen und Pfarreien zu vermehren. Konkrete Pläne und Ideen zur Anlage solche Plansiedlungen brachte er bereits 1190 mit nach Eichstätt, nachdem er die Kirche der neu angelegten Plansiedlung Blossenau bei Monheim geweiht hatte. Diese geplante Siedlung wurde nach dem Vorbild der deutschen Kolonisation in den östlichen Teilen des Reiches angelegt. Dort hat sich der Ortstyp des Straßenangerdorfes als äußerst zweckmäßig erwiesen. Der Anger war der Mittelpunkt des Dorfes mit den für die Dorfgemeinschaft wichtigen Einrichtungen. Somit gabelte sich die durch die Längsachse des Dorfes führende Straße, umschloss den Anger und führte am Dorfende wieder zusammen. Bischof Otto starb aber wohl vor der Verwirklichung seiner Pläne. Sein Nachfolger Hartwig, der als Dompropst unter Bischof Otto von diesen Plänen wusste, setzte dies bald nach 1200 mit der Rodung zur Errichtung der Schönauer Flur um. Er beauftragte damit einen Meister, der ein genau umgrenztes Gebiet zugewiesen bekam. Eventuell hatte dieser Meister bereits Erfahrungen mit der Anlage von solchen Siedlungen.

### Weitere Geschichte
1239 ist das Rodungsdorf Schönau erstmals urkundlich erwähnt; das Augustinerchorherrenstift Rebdorf hatte zu diesem Zeitpunkt Besitz im Dorf. Ab 1309 gehörte das Dorf nach einem Vergleich mit Ludwig Graf von Oettingen der Eichstätter Kirche. Hierbei blieb es bis zum Ende des Alten Reiches zum Hochstift Eichstätt und unterstand hochgerichtlich dem Pflegamt Dollnstein. Die Dorf- und Gemeindeherrschaft über die 26 Untertanen übte das fürstbischöfliche Kastenamt Mörnsheim aus. Der Ort gehörte zur Pfarrei Obereichstätt. Nach der Säkularisation kam das Dorf mit dem ehemaligen Hochstift Eichstätt an die Herrschaft von Toskana und 1806 an Bayern un dort an das Landgericht/Rentamt Eichstätt. 1808 wurde ein Steuerdistrikt Schernfeld gebildet, dem Schernfeld, Rupertsbuch, Sappenfeld, der Harthof und Schönau angehörte. 1818 wurde der Steuerdistrikt durch das zweite Gemeindeedikt aufgelöst und die Gemeinde Schönau gegründet, die keine weiteren Ortsteile hatte. 1830 wohnten in den 27 Anwesen des Dorfes 126 Personen.
1719 wurde in der Ortsmitte eine Dorfkapelle errichtet; bis dahin stand auf dem Dorfanger nur ein Bildstock. Zu klein geworden, wurde sie 1955 durch einen größeren Sakralbau durch den Architekten Friedrich Ferdinand Haindl, München, ersetzt. 1997 wurde die Dorfkapelle umfassend saniert und der Altarraum 2000 neu gestaltet.
1950 bestand Schönau aus 29 Anwesen mit 202 Einwohnern. 1955 gehörte das Dorf kirchlich zur Expositur Schernfeld (seit 1956 Pfarrei). Am 1. Januar 1971 schloss sich Schönau freiwillig der Gemeinde Schernfeld an. 1983 wohnten 139 Personen im Ort; es gab 5 bäuerliche Vollerwerbs- und 7 Nebenerwerbsbetriebe. 2007 wurde ein vom Dorfverein „D'Schönauer“ für die Jugendarbeit und für Gemeinschaftszwecke errichtetes „Dorfhaus“ eingeweiht.

## Sehenswürdigkeiten
- Dorfkapelle Mariä Himmelfahrt mit gotischer Madonna (um 1430)[6]
- Dreifaltigkeitskapelle am südlichen Dorfeingang, vermutlich 1868 errichtet[9]
- Kreuzstein, an der Straße nach Schernfeld stehend

Siehe auch Liste der Baudenkmäler in Schönau

## Vereine
- Freiwillige Feuerwehr, gegründet 1980[10]
- Dorfverein „D'Schönauer“
- St.-Georg-Schützen Schernfeld/Schönau